# Taenaris turaica
Taenaris turaica är en fjärilsart som beskrevs av Gustaaf Hulstaert 1925. Taenaris turaica ingår i släktet Taenaris och familjen praktfjärilar. Inga underarter finns listade i Catalogue of Life.